# تاتيانا مكفادين
تاتيانا مكفادين (بالإنجليزية: Tatyana McFadden)‏ هي عداءة مراثونية أمريكية، ولدت في 21 أبريل 1989 في سانت بطرسبرغ في روسيا.

## وصلات خارجية
- الموقع الرسمي
- تاتيانا مكفادين على موقع Paralympic.org (الإنجليزية)
- تاتيانا مكفادين على موقع IPC.InfostradaSports.com (مؤرشف) (الإنجليزية)
- تاتيانا مكفادين على موقع اللجنة الأولمبية والبارالمبية الأمريكية (الإنجليزية)